# Harvey Atkin
Pour les articles homonymes, voir Atkin.
Harvey Atkin est un acteur canadien né le 18 décembre 1942 à Toronto (Ontario) et mort le 17 juillet 2017 dans la même ville,.

## Filmographie

### Cinéma
- 1976 : Transamerica Express (Silver Streak) d'Arthur Hiller : un conférencier
- 1978 : High-Ballin' de Peter Carter : Buzz
- 1978 : Le Jeu de la puissance (Power Play) de Martyn Burke : Anwar
- 1979 : Arrête de ramer, t'es sur le sable (Meatballs) d'Ivan Reitman : Morty
- 1980 : Atlantic City de Louis Malle : le conducteur de bus
- 1980 : Le Cri des ténèbres (Funeral Home) de William Fruet : Harry Browning
- 1981 : Incubus (The Incubus) de John Hough : Joe Prescott
- 1981 : Improper Channels (en) d'Eric Till : le sergent
- 1981 : Course à la mort (The Last Chase) de Martyn Burke : Jud
- 1981 : Métal hurlant (Heavy Metal) de Gerald Potterton : Alien / Henchman (voix)
- 1981 : Ticket to Heaven de Ralph L. Thomas : M. Stone
- 1982 : If You Could See What I Hear d'Eric Till : Bert
- 1982 : Terreur à l'hôpital central (Visiting Hours) de Jean-Claude Lord : Vinnie Bradshaw
- 1983 : All in Good Taste d'Anthony Kramreither : Cochrane
- 1984 : Cash-cash (Finders Keepers) de Richard Lester : le vendeur du train
- 1985 : Carried Away (voix)
- 1985 : Joshua Then and Now de Ted Kotcheff : Dr Jonathan Cole
- 1986 : Separate Vacations : Henry Gilbert
- 1987 : Mr. Nice Guy d'Henry Wolfond : Jerry Reeman
- 1989 : Mindfield de Jean-Claude Lord : Bob Champlain
- 1989 : Cannonball 3 (Speed Zone!) de Jim Drake : Gus Gold
- 1989 : Eddie and the Cruisers II: Eddie Lives! de Jean-Claude Lord : Lew Eison
- 1990 : L'Indomptable 2 : L'anti-drogue (Snake Eater II: The Drug Buster) de George Erschbamer (de) : Sidney
- 1991 : Every Dog's Guide to the Playground : Bernard (voix)
- 1991 : The Lump (voix)
- 1993 : L'Avocat du diable (Guilty as Sin) de Sidney Lumet : le juge Steinberg
- 1996 : Les Stupides (The Stupids) de John Landis : l'épicier
- 1997 : Jo's Wedding : Rankin
- 1997 : Amour et mort à Long Island (Love and Death on Long Island) de Richard Kwietniowski : Lou
- 1997 : Critical Care de Sidney Lumet : le juge Fatale
- 1998 : Pur et dur (One Tough Cop) de Bruno Barreto : Rudy
- 2010 : Le Monde de Barney (Barney's Version) de Richard J. Lewis

### Télévision
- 1975 : Down Home Country (série télévisée) : Chuck Wagon
- the new Avengers 1977 Épisode Complexe X41
- 1977 : The War Between the Tates (TV) : Dr Bernard M. Kotelchuk
- 1982 - 1988 : Cagney et Lacey (Cagney & Lacey) : Sergent Ronald Coleman
- 1986 : Pet Peeves (série télévisée)
- 1983 : Introducing... Janet (téléfilm) : le producteur TV
- 1988 : Alf Tales (série télévisée) : voix additionnelles
- 1990 : Les Aventures de Tintin ("The Adventures of Tintin") (série télévisée) : voix additionnelles (épisodes inconnus)
- 1990 : Back to the Beanstalk (TV) : The Sidekicks
- 1991 : Swamp Thing (série télévisée) : Tomahawk
- 1992 : Stunt Dawgs (série télévisée) : Budyear / Half-A-Mind (voix)
- 1992 : Terror on Track 9 (TV) : Verona
- 1994 : Les Raisons du cœur (Seasons of the Heart) (TV)
- 1994 : Janek: The Silent Betrayal (TV) : le médecin légiste
- 1995 : Entre l'amour et l'honneur (Between Love and Honor) (TV) : Lerner
- 1995 : Tel père... tel flic ! (Family of Cops) (TV) : Avrum Weiss
- 1996 : Harrison: Cry of the City (TV) : le réceptionniste de l'hôtel
- 1996 : Radiant City (TV) : M. Lewis
- 1996 : L'Étoile de Harlem (Rebound: The Legend of Earl 'The Goat' Manigault) (TV) : Marty Glickman
- 1997 : Sam and Max: Freelance Police (série télévisée) : Sam le chien (épisodes inconnus)
- 1998 : Bad Dog (série télévisée) : Vic Potanski (épisodes inconnus)
- 2000 : Out of Sync (TV) : Sidney Golden
- 2000 - 2009 : New York, unité spéciale (Law & Order: Special Victims Unit) : le juge Alan Ridenour
- 2001 : Club Land (TV) : Morty
- 2003 - 2006 : Jacob Jacob (Jacob Two-Two) (série télévisée) : Korty
- 2006 : La Couleur du courage (Why I Wore Lipstick to My Mastectomy) (TV)
- 2011 - 2013 : Eddy Noisette (Scaredy Squirrel) : voix